# Conte di Ducie
Conte di Ducie è un titolo nobiliare inglese nella Parìa del Regno Unito.

## Storia

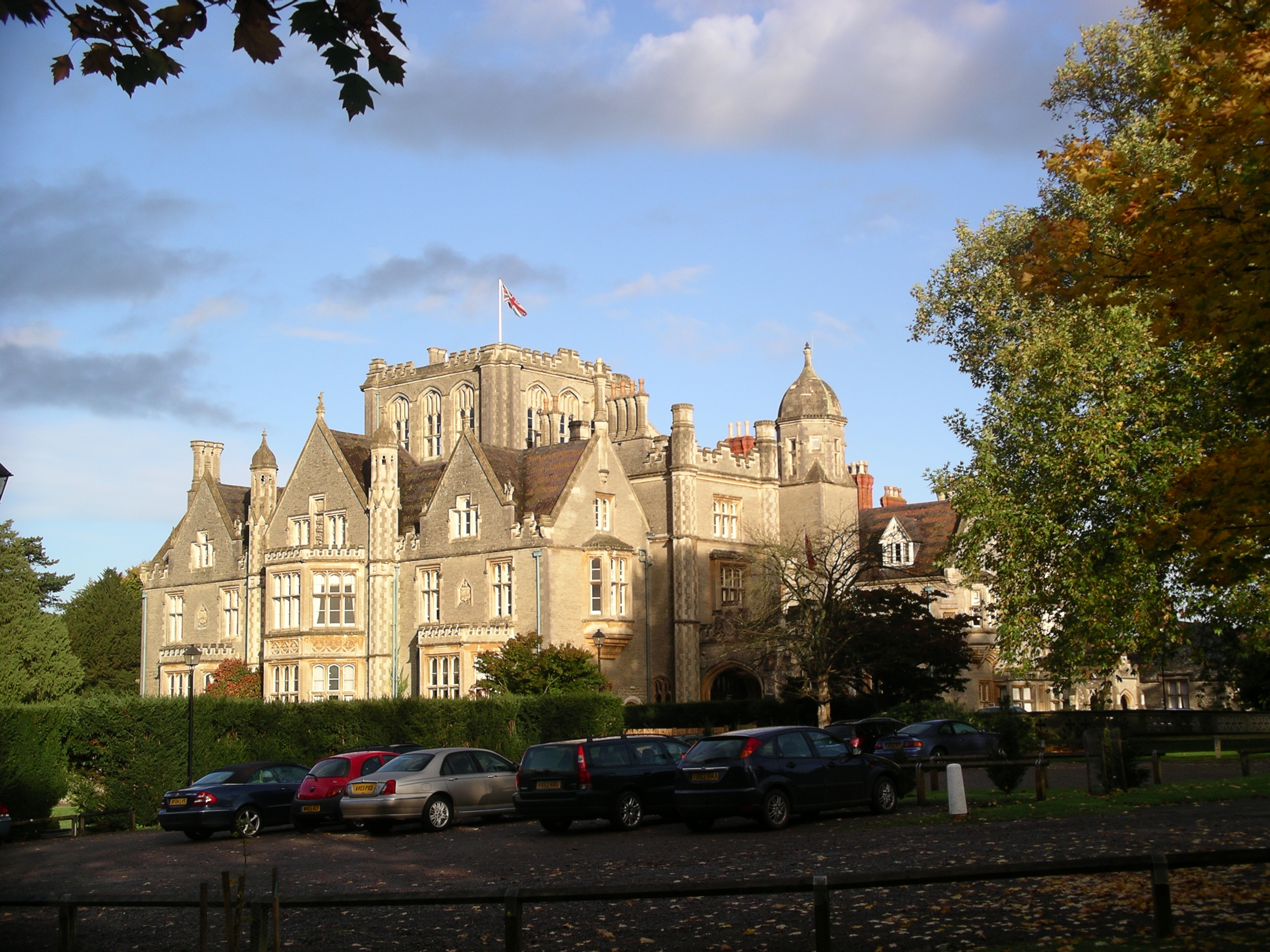
Tortworth Court, sede della famiglia Moreton

Il titolo venne creato nel 1837 per Thomas Reynolds Moreton, IV barone. La famiglia discende da Edward Moreton (XVII secolo), che sposà Elizabeth, figlia di Robert Ducie. Il figlio della coppia Matthew Ducie Moreton fu rappresentante della costituente del Glouchestershire alla camera dei comuni britannica. Nel 1720 venne elevato nella Parìa di Gran Bretagna col titolo di Lord Ducie, Barone di Moreton, nella contea di Stafford. Venne succeduto da suo figlio, il II barone, il quale fu anch'egli parlamentare e Lord Luogotenente del Gloucestershire. Nel 1763 venne creato Barone Ducie, di Tortworth nella contea di Gloucester, con possibilità di trasmissione anche ai figli di sua sorella Elizabeth Reynolds. Il titolo venne creato nella parìa di Gran Bretagna.
Alla sua morte nel 1770 la baronia del 1720 si estinse. Egli venne succeduto nella baronia del 1763 da suo nipote, il II barone, il quale assunse il cognome di Moreton con un Act of Parliament nel 1771 ma morì senza eredi e venne succeduto dal fratello minore, il III barone. Questi già aveva rappresentato la costituente di Lancaster al parlamento e come il fratello con un Act of Parliament del 1786 aggiunse il cognome di Moreton. La remota Ducie Island nel Pacifico meridionale prende appunto da lui il nome. Venne succeduto da suo figlio, il IV bsarone. Nel 1837 venne creato Barone Moreton, di Tortworth nella contea di Gloucester, e Conte di Ducie. Questi titoli vennero riconosciuti nella Parìa del Regno Unito.
Suo figlio, il II conte, rappresentò il Gloucestershire e Gloucestershire East alla camera dei comuni e venne succeduto dal figlio primogenito, il III conte, il quale fu un politico liberale e prestò servizio come Capitano degli Yeomen della Guardia dal 1859 al 1866 sotto i governi di Lord Palmerston e Lord Russell. Suo figlio Henry Reynolds-Moreton, lord Moreton, sedette in parlamento per la costituente di Gloucestershire West ma morì prima del padre e pertanto alla morte di lord Ducie i suoi titoli passarono al fratello minore, il IV conte, il quale si dedicò all'allevamento nel Queensland, in Australia, ed ebbe incarichi di governo. Suo figlio, il V conte, fu un noto coltivatore di frutta in Australia. Venne succeduto da suo nipote, il VI conte, il quale era figlio di Algernon Howard Moreton, figlio secondogenito del IV conte. Attualmente i titoli sono detenuti da suo figlio, il VII conte, il quale è succeduto al padre nel 1991.
La sede tradizionale della famiglia Moreton è posta a Tortworth Court, nel Gloucestershire. Altre sedi di famiglia sono Spring Park, nel Gloucestershire, oggi demolita e rimpiazzata dall'incompleto Woodchester Mansion.

## Baroni Ducie, I creazione (1720)
- Matthew Ducie Moreton, I barone Ducie (1663–1735)
- Matthew Ducie Moreton, II barone Ducie (1695–1770) (creato Barone Ducie nel 1763; la baronia del 1720 si estinse alla sua morte)

## Baroni Ducie, II creazione (1763)
- Matthew Ducie Moreton, I barone Ducie (1695–1770)
- Thomas Reynolds Moreton, II barone Ducie (1733–1785)
- Francis Reynolds-Moreton, III barone Ducie (1739–1808)
- Thomas Reynolds Moreton, IV barone Ducie (1766–1840) (creato Conte di Ducie nel 1837)

## Conti di Ducie (1837)
- Thomas Reynolds-Moreton, I conte di Ducie (1766–1840)
- Henry George Francis Reynolds-Moreton, II conte di Ducie (1802–1853)
- Henry John Reynolds-Moreton, III conte di Ducie (1827–1921)
  - Henry Haughton Reynolds-Moreton, lord Moreton (1857–1920)
- Berkeley Basil Moreton, IV conte di Ducie (1834–1924)
- Capel Henry Berkeley Reynolds Moreton, V conte di Ducie (1875–1952)
- Basil Howard Moreton, VI conte di Ducie (1917–1991)
- David Leslie Moreton, VII Conte di Ducie (n. 1951)

L'erede apparente è il figlio dell'attuale detentore del titolo, James Berkeley Moreton, lord Moreton (n. 1981)